# Helen of Troy and Other Poems (tomik Sary Teasdale)
Helen of Troy and Other Poems – tomik Sary Teasdale, opublikowany w 1911. Zawiera między innymi monologi dramatyczne: Helen of Troy, Beatrice, Sappho, Marianna Alcoforando, Guenevere i Erinna.